# Hasse Skoglund

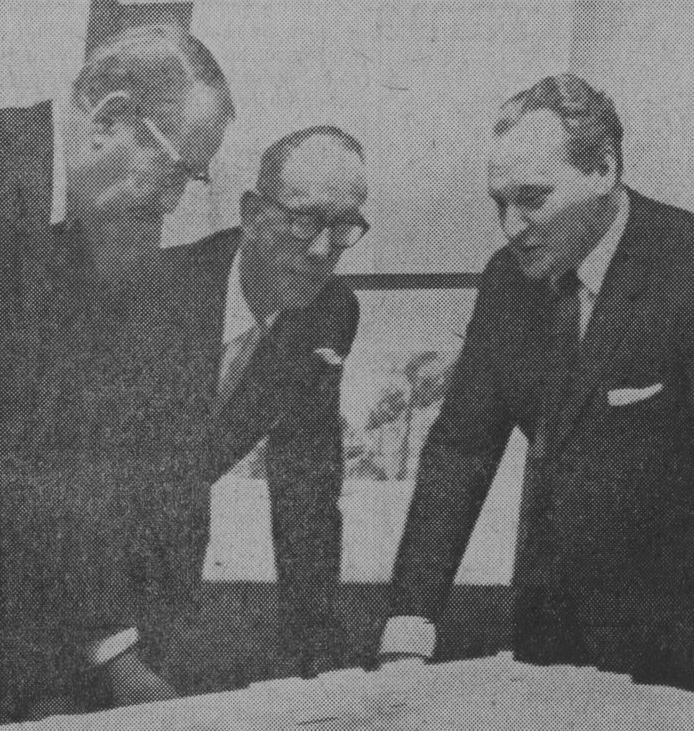
Erik och Tore Ahlsén demonstrerar ett stadsplaneförslag för Hasse Skoglund

Hasse Bo Vilhelm Skoglund, född 25 januari 1923 i Jönköping, död 17 april 1987 i Eskilstuna, var en svensk arkitekt.
Skoglund, som var son till hälsovårdstillsyningsman Wilhelm Skoglund och Annie Karlsson, utexaminerades från tekniska gymnasiet i Göteborg 1945 och från Chalmers tekniska högskola 1950. Han blev arkitekt vid Kumla stads byggnadsnämnd 1950, på länsarkitektkontoret i Örebro 1950, i Jönköping 1955 och stadsarkitekt i Nora stad, Hällefors och Frövi köpingar samt Noraskogs och Grythyttans landskommuner (Sydvästra Bergslagens arkitektdistrikt) 1956. I slutet av 1965 blev han stadsplanearkitekt i Eskilstuna stad  och var slutligen stadsarkitekt i Eskilstuna kommun 1976–1987. Han är begravd på S:t Eskils kyrkogård utanför Eskilstuna.